# مورانت القاطع (فلم)
مورانت القاطع (بالإنجليزية: Breaker Morant) فيلم دراما، وحرب أسترالي لعام 1980 من إخراج بروس بيريسفورد، الذي شارك في كتابة السيناريو استنادًا إلى مسرحية كينيث جي روس عام 1978 التي تحمل نفس العنوان.
يتعلق الفيلم بمحاكمة 1902 العسكرية للملازمين هاري مورانت وبيتر هاندكوك وجورج ويتون - وهي واحدة من أولى محاكمات جرائم الحرب في تاريخ الجيش البريطاني. الأستراليون الذين خدموا في الجيش البريطاني خلال الحرب الأنجلو-بوير الثانية، اتهم مورانت وهاندكوك وويتون بقتل مقاتلين أعداء أسرى ومدني أعزل في شمال ترانسفال. يتميز الفيلم باستكشافه لدفاع نورمبرغ وسياسات عقوبة الإعدام والتكلفة البشرية للحرب الشاملة.
فاز الفيلم في عام 1980، بعشر جوائز من معهد الفيلم الأسترالي، بما في ذلك: أفضل فيلم، وأفضل إخراج، وممثل رئيسي، وممثل مساعد، وسيناريو، وإخراج فني، وتصوير سينمائي، ومونتاج. تم ترشيحه أيضًا لجائزة الأوسكار لعام 1980 لأفضل كتابة (سيناريو يعتمد على مادة من وسيط آخر).
رفع الفيلم صور الضباط المتهمين إلى مستوى الأيقونات والشهداء الأستراليين، وفي مقابلة عام 1999، أوضح المخرج بيريسفورد أن الفيلم لم يتظاهر أبدًا للحظة أن المتهمين غير مذنبين كما وجهت إليهم التهم الموجهة إليهم. كان ينوي أن يستكشف الفيلم كيف يمكن أن يرتكب أشخاص عاديون تمامًا الفظائع في زمن الحرب. خلص بيريسفورد إلى أنه «مندهش» لأن الكثير من الناس يرون أن فيلمه يدور حول الأستراليين الفقراء الذين صورهم البريطانيون.

## طاقم التمثيل
إدوارد وودوارد: في دور الملازم هاري «بريكر» مورانت
بريان براون: في دور الملازم بيتر هاندكوك
لويس فيتز جيرالد: في دور الملازم جورج رامسدال ويتون
جاك طومسون: في دور الرائد جيمس فرانسيس توماس
جون ووترز: في دور النقيب ألفريد تايلور
رود مولينار: في دور الرائد تشارلز بولتون
تشارلز بود تينجويل: في دور اللفتنانت كولونيل ديني
تيرينس دونوفان: في دور النقيب سايمون هانت
آلان كاسيل: في دور اللورد كيتشنر
فنسنت بول: في دور العقيد هاميلتون
راي ميجر: في دور الرقيب. الرائد دروموند
كريس هايوود: في دور العريف. حاد
راسل كيفل: في دور كريستيان بوتا
روب ستيل: في دور النقيب روبرتسون
كريس سميث: في دور الرقيب كاميرون
فرانك ويلسون: في دور دكتور جونسون
برونو كنيز: في دور القس هيس

## أحداث الفيلم
تدور أحداث الفيلم في جنوب أفريقيا أواخر عام 1901، وابطال الأحداث هم، الملازم هاري «بريكر» مورانت وبيتر هاندكوك وجورج ويتون، وهم من كبار الضباط في فوج المشاة الغير نظامي (وهو جزء من الجيش الأسترالي تحت قيادة الجيش البريطاني في حرب البوير بين الإمبراطورية البريطانية وجمهوريتي البوير (جمهورية جنوب أفريقيا وجمهورية البرتقال الحرة)، وانتهت بانتصار الجيش البريطاني). يعود سبب وجود فوج المشاة، إلى حد كبير، إلى محاربة مجموعة رجال حرب العصابات البوير الذين ليسوا جزءًا من جيش البوير، لكنهم يقاتلون ضد الجيش البريطاني. يواجه الثلاثة محاكمة عسكرية جماعية، بزعم أن مورانت أمر، بصفته الضابط المسؤول، بإعدام ستة من سجناء البوير، وزُعم أن ويتون قتل واحدًا من هؤلاء الستة قبل أن يتم إعدامهم، ومقتل هاندكوك المزعوم لمبشر ألماني وهو القس دانيال هيز. يعترف مورانت وويتون بالقتل، لكن مورانت، وهو بريطاني سابق، يدعي أنه كان بناءً على أمر صادر بشكل غير مباشر من اللورد كيتشنر من خلال صديقه وضابط القائد السابق، الكابتن المتوفى الآن سيمون هانت، وويتون، الضابط الشاب الساذج إلى حد ما، يدعي أنه قتل دفاعًا عن النفس كما اتهمه السجين. والتهمة الموجهة ضد هاندكوك المتعجرف المغرور، كلها ظرفية حيث لا يوجد شهود عيان. أصدر اللورد كتشنر جميع التهم، وذلك في حقيقة الأمر لاستخدام الثلاثة كبش فداء في قدر من الملاءمة السياسية لإنهاء الحرب، وعدم الاهتمام بأن الإدانات يمكن أن تؤدي وربما ستؤدي إلى أحكام الإعدام. تم توضيح الجيش البريطاني الذي يكدس الطوابق ضد الثلاثة من خلال المدعي العام الكابتن ألفريد تايلور الذي كان لديه ستة أسابيع للتحضير، في حين أن محامي الدفاع الرائد ج.ف. توماس لديه يوم واحد فقط، بالإضافة إلى أن توماس ليس لديه خبرة في المحاكمة، ناهيك عن عدم وجود خبرة في المحاكمة العسكرية. يتعهد توماس باكتشاف الحقيقة والدفاع عن عملائه بأفضل ما لديه من قدرات.

## استقبال الفيلم
منح موقع الطماطم الفاسدة الفيلم تقييم مقداره 100% بناء على آراء 23 ناقد فني.
أثار الفيلم الجدل حول إرث المحاكمة، حيث كتب أستاذ القانون الأمريكي درو كيرشن: «قصة المحكمة العسكرية لثلاث ضباط في جنوب إفريقيا في عام 1902، تقول في مجملها أن الحرب شر... الفيلم عبارة عن بيان جميل مناهض للحرب... نداء لإنهاء المؤامرات والجرائم التي تنطوي عليها الحرب».
كتب مخرج الفيلم بروس بيريسفورد: «أن الفيلم غالبًا ما يُساء فهمه على أنه قصة رجال حُكم عليهم البريطانيون، لكن هذا ليس ما يدور حوله على الإطلاق. لم يتظاهر الفيلم أبدًا للحظة أنهم غير مذنبين، بل قال إنهم مذنبون. ولكن الشيء المثير للاهتمام هو أنه حلل سبب تصرف الرجال في هذه الحالة كما لم يتصرفوا من قبل في حياتهم. إنها الضغوط التي يمارسها الناس في زمن الحرب... انظر إلى كل الأشياء التي تحدث في هذه البلدان والتي يرتكبها أشخاص يبدو أنهم طبيعيون تمامًا. كان هذا ما كنت مهتمًا بفحصه. أشعر بالدهشة دائمًا عندما يقول لي الناس أن هذا فيلم عن الأستراليين الفقراء الذين صورهم البريطانيون».
كتب مات برونسون من موقع كرياتف لوفنج في 3 أكتوبر 2015: "مستوحى من قصة حقيقية ولكنه يبدو مثل ابن عم مقرب من تحفة المخرج ستانلي كوبريك عام 1957 "دروب المجد".
كتب كين هانكي من موقع  ماونتن إكسبرس في 13 أكتوبر 2010: «صناعة أفلام جريئة لا هوادة فيها وجذابة تمامًا».

## الجوائز والترشيحات
جوائز الأوسكار – الولايات المتحدة 1981: ترشح لجائزة أفضل كتابة سيناريو مبني على مادة من وسيط آخر.
جوائز غولدن غلوب - الولايات المتحدة 1981: ترشح لجائزة أفضل فيلم أجنبي.
جوائز معهد الفيلم الأسترالي 1980: فاز بجوائز أفضل (فيلم – إخراج – ممثل رئيسي لجاك طومسون – ممثل مساعد لبريان براون – سيناريو – صوت – تصميم إنتاج - تصميم الأزياء – المونتاج – التصوير)
جوائز معهد الفيلم الأسترالي 1980: ترشح لجوائز أفضل ممثل رئيسي لإدوارد وودوارد، وأفضل ممثل مساعد للويس فيتز جيرالد، وتشارلز بود تينجويل.
مهرجان كان السينمائي 1980: ترشح لجائزة السعفة الذهبية، وفاز بجائزة أفضل ممثل مساعد لجاك طومسون.
جوائز ديفيد دي دوناتيلو 1981: ترشح لجائزة أفضل سيناريو.
جوائز دائرة نقاد أفلام كانساس سيتي 1981: فاز بجائزة أفضل فيلم أجنبي.
المجلس الوطني للمراجعة - الولايات المتحدة 1981: فاز كواحد من أفضل عشرة أفلام على القمة.
جوائز دائرة نقاد أفلام نيويورك 1980: فاز بجائزة أفضل فيلم أجنبي.

## روابط خارجية
- مورانت القاطع على موقع IMDb (الإنجليزية)
- مورانت القاطع على موقع ميتاكريتيك (الإنجليزية)
- مورانت القاطع على موقع الموسوعة البريطانية (الإنجليزية)
- مورانت القاطع على موقع روتن توميتوز (الإنجليزية)
- مورانت القاطع على موقع نتفليكس (الإنجليزية)
- مورانت القاطع على موقع ألو سيني (الفرنسية)
- مورانت القاطع على موقع Turner Classic Movies (الإنجليزية)
- مورانت القاطع على موقع أول موفي (الإنجليزية)
- مورانت القاطع على موقع بوكس أوفيس موجو (الإنجليزية)
- مورانت القاطع على موقع فيلمافينيتي (الإسبانية)